# Rainald (Hennegau)
Rainald († 973 bei Péronne) amtierte zusammen mit seinem Bruder Werner als Graf im Hennegau.
Rainald übernahm im Jahr 973 das Amt von Richar in Mons, während Werner dasjenige von Amalrich in Valenciennes übernahm. Noch im selben Jahr kehrten die Brüder Reginar und Lambert aus der Sippe der Reginare aus ihrem Exil zurück, in das sie 957 durch den lotharingischen Herzog Brun gezwungen worden waren. Sie erhielten die Unterstützung des westfränkischen Königs Lothar, um den Hennegau, den einstigen Besitz ihrer Familie, zurückzuerobern. Rainald und Werner gingen gegen sie vor, wurden aber in einer Schlacht vor Péronne geschlagen und getötet.
Die Reginar-Brüder konnten ihren Sieg allerdings nicht nutzen, da mit Gottfried von Verdun und Arnulf von Cambrai zwei neue Grafen im Hennegau eingesetzt wurden, die das Land erfolgreich behaupteten.

## Quelle
- Gesta episcoporum Cameracensium, hrsg. von Ludwig Conrad Bethmann in MGH SS 7 (1846), S. 439